# ميكا كيلنر
مايكا ز. كيلنر (وُلِد في 5 كانون الأول 1978) هو سياسي أمريكي من ولاية نيويورك. وهو ديمقراطي وكان سابقًا عضوًا في جمعية ولاية نيويورك عن الدائرة 76، التي تشمل الجانب الشرقي العلوي من مانهاتن وجزيرة روزفلت. انتُخب كيلنر للجمعية في عام 2007 وخدم حتى عام 2014، حين لم يترشح لإعادة الانتخاب. في أيلول 2013، خسر الانتخابات التمهيدية للحصول على ترشيح الحزب الديمقراطي لمقعد مجلس مدينة نيويورك للدائرة الخامسة لصالح المحامي بن كالوس. خلال فترة خدمته في الجمعية، وُبِّخ كيلنر مرتين من قبل شيلدون سيلفر، رئيس الجمعية آنذاك، بناءً على نتائج تفيد بانخراطه في تحرش جنسي.

## الحياة المبكرة والمسيرة المهنية
كيلنر، الذي يُعرف بدعمه لحقوق الأشخاص ذوي الإعاقة، وُلِد مصابًا بالشلل الدماغي. التحق بمدرسة بينغري وتخرج ضمن دفعة عام 1997. تخرج من جامعة نيويورك في عام 2001 حاملاً شهادة بكالوريوس الفنون الجميلة في السينما والتلفزيون والإذاعة. عمل مساعدًا للسيناتور تشاك شومر، وعضوة الكونغرس كارولين ب. مالوني، ومراقب المدينة ويليام سي. تومسون قبل أن يُنتخب للجمعية عام 2007.

## جمعية ولاية نيويورك
عقب تعيين عضو الجمعية ألكسندر "بيت" غرانيس مفوضًا لإدارة الحفاظ على البيئة في ولاية نيويورك في أوائل عام 2007، تم اختيار كيلنر كمرشح ديمقراطي في الانتخابات الخاصة التي أُجريت لشغل المنصب الشاغر. في تلك الانتخابات، التي أُجريت في 5 حزيران 2007، حصل على 64% من الأصوات، متفوقًا بسهولة على خصمه الجمهوري.
خلال دورة الهيئة التشريعية لعامي 2013–2014، أصبح كيلنر رئيس لجنة الجمعية للمكتبات وتكنولوجيا التعليم. في 27 حزيران 2013، ترأس كيلنر جلسة استماع بعنوان "بيع مباني المكتبات العامة في مدينة نيويورك"، والتي شهدت شهادة المؤلف الحائز على جائزة بوليتزر إدموند موريس ضد خطة مكتبة نيويورك العامة المركزية المثيرة للجدل.
في آب 2010، وقّع حاكم ولاية نيويورك، ديفيد باترسون، على "قانون إيل"، وهو تشريع قدّمه كيلنر، يسمح بتعليق رخصة القيادة في ولاية نيويورك لمدة تصل إلى ستة أشهر لأي سائق يُلحِق إصابة جسدية خطيرة بشخص آخر أثناء ارتكابه مخالفة مرورية. سُمِّي القانون على اسم إيل فان دن بيرغ، وهي طفلة تبلغ من العمر ثلاث سنوات من سكان الجانب الشرقي العلوي وتقيم ضمن دائرة كيلنر، وقد أُصيبت بجروح خطيرة بعدما صدمتها سيارة كان سائقها يرجع للخلف بشكل غير قانوني عند تقاطع مرورًا بإشارة حمراء بحثًا عن موقف للسيارات.
كما قدم كيلنر "قانون أورويو" في جمعية ولاية نيويورك، والذي ينص على تسليم أي حيوان في ملجأ إلى مجموعة إنقاذ عند طلبها، قبل تنفيذ القتل الرحيم بحق الحيوان. سُمِّي القانون تخليدًا لذكرى أورويو، وهي كلبة نجت من سوء المعاملة على يد مالكها السابق، وتعافت من إصاباتها، لكنها أُعدِمت لاحقًا من قبل الجمعية الأمريكية لمنع القسوة على الحيوانات في مدينة نيويورك، على الرغم من عرض ملجأ دائم رعايتها طوال حياتها.

## حملة مجلس المدينة والتوبيخ بسبب التحرش الجنسي
في أوائل عام 2013، أعلن كيلنر عن نيته الترشح لمقعد مجلس مدينة نيويورك في الدائرة الخامسة الذي تركته جيسيكا لابين. في البداية، حظي بدعم واسع، إذ أيّده معظم المسؤولين المنتخبين المحليين. في أواخر حزيران، نشرت صحيفة نيويورك بوست تقريرًا يُفيد بأنه قبل تبرعًا انتخابيًا من مصنع سيارات أجرة كان يُنظر في اعتماد مركبته القابلة للوصول لذوي الإعاقة من قبل لجنة سيارات الأجرة والليموزين في نيويورك.
في 23 تموز 2013، أفادت صحيفة نيويورك تايمز أن كيلنر أجرى محادثات إلكترونية غير لائقة في عام 2009 مع إحدى الموظفات الشابات. وقد اعتذر كيلنر في بيان للصحيفة قائلًا: "قبل أكثر من أربع سنوات، وخلال بضعة أسابيع بينما كنت لا أزال أعزبًا، تبادلت رسائل فورية ذات طابع غزلي مع عضوة في فريقي. كان ذلك غير لائق. كنت مخطئًا وكان أمرًا غبيًا. وعندما أُبلِغت بأن الموظفة شعرت بأن الرسائل غير مهنية، توقفت فورًا وندمت على وضْعها في ذلك الموقف. كنت آسفًا حينها وما زلت آسفًا الآن". لاحقًا نقلت صحيفة نيويورك ديلي نيوز عن مصدر مجهول الهوية، وُصِف بأنه موظف سابق لدى كيلنر، قوله إن كيلنر جعل حياة الموظفة الأخرى "جحيمًا" بعد أن قيل إنها صدّت محاولاته.
عقب هذه التقارير الإعلامية، سحب عدد من المسؤولين المنتخبين تأييدهم لكيلنر في سباق مجلس المدينة، منهم لابين، ورئيس بلدية مانهاتن سكوت سترينغر، وعضوان في مجلس الشيوخ في الولاية (خوسيه سيرانو وبراد هويلمان). في اليوم التالي لظهور الاتهامات ضد كيلنر، أيّدت فرع مدينة نيويورك من المنظمة الوطنية للنساء أحد خصميه في الانتخابات التمهيدية الديمقراطية لمجلس المدينة، وهو بنيامين كالوس. كما سحب اتحاد عمال 32 بي جي دعمه لكيلنر وأيّد كالوس، الذي هزم كيلنر لاحقًا في الانتخابات التمهيدية في 10 أيلول 2013.
في آب 2013، فتحت لجنة الأخلاقيات في الولاية تحقيقًا في مزاعم التحرش الجنسي ضد كيلنر. وفي كانون الأول، وبعد تحقيق أجرته لجنة الأخلاقيات في الجمعية، وجّه رئيس الجمعية شيلدون سيلفر توبيخًا علنيًا لكيلنر بسبب تصرفاته التي خلقت بيئة عمل عدائية؛ كما جردّه من رئاسة اللجنة ومنعه من توظيف متدربين. في 31 كانون الأول 2013، صرّح حاكم نيويورك أندرو كومو أن على كيلنر أن ينفي مزاعم التحرش الجنسي أو أن يستقيل.
في حزيران 2014، أعلن سيلفر عن إغلاق مكاتب كيلنر في ألباني وفي منطقته، وإلغاء ميزانية التوظيف الخاصة به، معللًا ذلك بأن كيلنر "انخرط في تحرش جنسي إضافي يتجاوز ما شمله تحقيق عام 2013"، وكذلك لتوظيفه متدربًا رغم منعه صراحة من القيام بذلك.

## اللجنة الحزبية ومنصب قائد الحي
في عام 2014، أعلن اثنان من المنافسين عن نيتهم الترشح ضد مرشح لجنة كيلنر السياسية لمقعد اللجنة الحزبية للولاية. وعندما انسحب المرشح الأصلي للجنة من الانتخابات التمهيدية التنافسية، حصل كيلنر على تأييد لجنته. واعتبر كيلنر هذا الفوز خدمة للجنة السياسية وليس محاولة للعودة السياسية. وبعد فوزه بهذا المنصب غير المعروف، أصرّ كيلنر على أن فكرة عدم شعبيته في منطقته هي "أسطورة". وقد فاز بنسبة تقارب 57% من الأصوات في السباق ثلاثي الأطراف.
في عام 2015، أعادت لجنته السياسية ترشيح كيلنر للمنصب غير المأجور لقائد الحي، وهو المنصب الذي شغله منذ عام 2012. فاز آدم روبرتس في النهاية بالسباق، محققًا 53% من الأصوات مقابل 47% لكيلنر.

## الحياة الشخصية
كيلنر مزدوج الميول الجنسية بشكل علني، وكان أول شخص مزدوج الميول يُنتخب لعضوية جمعية ولاية نيويورك. وقد حظيت حملته عام 2007 بدعم "صندوق النصر للمثليين والمثليات"، الذي قدم له دعمًا ماليًا واستراتيجيًا. في عام 2009، حصل على "جائزة بريندا هوارد"، التي "تُكرّم الأفراد أو المنظمات الذين يعكس عملهم من أجل مجتمع الميم رؤية ومبادئ وخدمة الناشطة الراحلة بريندا هوارد، ويشكّلون قدوة إيجابية ومرئية لمجتمع مزدوجي الميول".
كان كيلنر أحد ستة أعضاء مثليين بشكل علني في الهيئة التشريعية في نيويورك، إلى جانب أعضاء الجمعية ديبورا غليك، دانيال أودونيل، ماثيو تيتون، وهاري برونسون، والسيناتور براد هويلمان. انتهى زواجه في عام 2011 من ماري تيرنس، كبيرة موظفي أنتوني وينر سابقًا، بعد أن تقدمت بطلب الطلاق عام 2013.

## نتائج الانتخابات
- الانتخابات الخاصة لشهر يونيو 2007، جمعية ولاية نيويورك، الدورة 65 [2]

مايكا ز. كيلنر (ديمقراطي – حزب العمال) ... 4,254
غريغوري ت. كامب (جمهوري – مستقل) ... 2,273
- الانتخابات العامة في نوفمبر 2008، جمعية ولاية نيويورك، الدورة 65 [3]

مايكا ز. كيلنر (ديمقراطي – حزب العمال) ... 36,682
جيورجيانا فيست (جمهوري) ... 11,636
- الانتخابات العامة في نوفمبر 2010، جمعية ولاية نيويورك، الدورة 65 [4]

مايكا ز. كيلنر (ديمقراطي – حزب العمال) ... 22,741
مايكل ك. زومبلوسكوس (جمهوري) ... 7,998
- الانتخابات العامة في نوفمبر 2012، جمعية ولاية نيويورك، الدورة 76 [5]

مايكا ز. كيلنر (ديمقراطي – حزب العمال) ... 34,040
مايكل ك. زومبلوسكوس (جمهوري) ... 10,689
- الانتخابات التمهيدية في سبتمبر 2013، الحزب الديمقراطي، مجلس مدينة نيويورك، الدائرة الخامسة [6]

بن كالوس ... 7,513
مايكا ز. كيلنر ... 6,420
إد هارتزوغ ... 2,429
- الانتخابات العامة في نوفمبر 2013، مجلس مدينة نيويورك، الدائرة الخامسة [7]

بن كالوس (ديمقراطي) ... 34,040
ديفيد بول غارلاند (جمهوري – مستقل) ... 10,518
مايكا ز. كيلنر (حزب العمال) ... 3,118
- الانتخابات التمهيدية لشهر سبتمبر 2014، لجنة الولاية الديمقراطية للذكور، الدورة 76 [8]

مايكا ز. كيلنر ... 2,740
جوناثان بيل ... 1,560
كيرل سايدنوورم ... 516
- الانتخابات التمهيدية لشهر سبتمبر 2015، زعيم المنطقة الديمقراطية للذكور، المنطقة 76، الجزء ب [9]

آدم روبرتس ... 433
مايكا ز. كيلنر ... 383

## روابط خارجية
- جمعية ولاية نيويورك: ميكا كيلنر
- موقع الحملة
- صفحة الفيسبوك
- أرشيف صحيفة نيويورك أوبزرفر لتغطية حملة ميكا كيلنر الانتخابية
- رد كيلنر على استبيان المرشحين لمجلس الشيوخ والجمعية العامة لعام 2008 من نادي 504 الديمقراطي في مدينة نيويورك

| Unrecognised parameter | Unrecognised parameter | Unrecognised parameter |
| ---------------------- | ---------------------- | ---------------------- |
| سبقه                   | '                      | تبعه                   |
| Unrecognised parameter |                        |                        |
| سبقه                   | '                      | تبعه                   |

قالب:New York State Assembly